# کورکوریس
کورکوریس (به ایتالیایی: Curcuris) یک کومونه در ایتالیا است که در استان اریستانو واقع شده‌است.

## خصوصیات
کورکوریس ۸٫۱ کیلومترمربع مساحت و ۳۲۰ نفر جمعیت دارد و ۱۵۹ متر بالاتر از سطح دریا واقع شده‌است.